# Alfred-Auguste Ernouf
Pour les articles homonymes, voir Ernouf.
Le baron Alfred-Auguste Ernouf, né dans l'ancien 12e arrondissement de Paris le 21 septembre 1816, et mort le 11 février 1889 dans le 16e arrondissement de Paris, est un historien et écrivain français.

## Biographie
Docteur en droit, il est avocat à la cour royale de Paris.
Fils de Gaspard Augustin Ernouf et Adèle Guesdon, il est le petit-fils du général Jean Ernouf.
Il est le gendre du baron Louis Pierre Édouard Bignon dont il a épousé la fille, Adrienne Caroline Bignon, au Mesnil-Verclives le 6 mars 1842.
Il est nommé chevalier de la Légion d'honneur en 1847.
Dans ses œuvres, il est plein d'admiration pour l'Empereur Napoléon Bonaparte.
Il apporta son concours au Bulletin du Bibliophile, que le libraire-éditeur Joseph Techener avait fondé avec Charles Nodier en 1834.
Sa biographie de Hugues-Bernard Maret intitulée « Maret Duc de Bassano », parue en 1878 a été rééditée en 2008 chez Nouveau Monde Éditions/Fondation Napoléon.

## Œuvres
- Nouvelles études sur la Révolution française; année 1798: révolution helvétique, Italie, Égypte, Paris, Didot, 1852.
- Les révolutions de Naples, 1806-1815 deuxième partie, Paris : Bureaux de la revue contemporaine, 1855.
- Histoire de Waldrade, de Lother II, et de leurs descendants, Paris, Techener, 1858.
- Histoire de la France sous Napoléon, Paris 1845 avec Bignon (2) .
- Histoire de la dernière capitulation de Paris, Paris, 1859.
- Les îles Ioniennes et la nationalité hellénique, Paris, La Revue contemporaine, 1863.
- Ludwig van Beethoven, d'après de nouveaux documents, 1864
- Alfred-Auguste Ernouf, Deux inventeurs célèbres : Philippe de Girard : Jacquard, Hachette, 1878, 227 p. (lire en ligne)
- L'art des jardins; histoire, théorie, pratique de la composition des jardins, parcs, squares, , Paris, J. Rothschild [pour] Libraire de la Société botanique de France, 1868.
- Le général Kléber Mayence et Vendée, Allemagne, expédition d'Égypte, Paris, Didier, 1870.
- Les Oiseaux-chanteurs des bois et des plaines : imité de l'allemand, Paris, J. Rothschild, 1870.
- Souvenirs de l'invasion prussienne en Normandie, Paris, Didier et Cie, 1872.
- Les Français en Prusse (1807 - 1808), Paris, Didier 1872.
- Denis Papin, sa vie et son œuvre, 1647-1714, Paris, Hachette, 1874.
- Histoire des chemins de fer français pendant la guerre franco-prussienne, Paris, Librairie générale dépôt central des éditeurs, 1874.
- Les origines de la photographie : Niepce (1765-1833), Daguerre (1787-1851), 1876
- Pierre Latour du Moulin, créateur de l'industrie du touage à vapeur sa vie, ses œuvres scientifiques, politiques et littéraires, Paris, Librairie Hachette et Cie, 1877.
- Cachemire et le Petit Thibet d'après la relation de M. F. Drew, Paris, Plon et Cie, 1877
- Maret Duc de Bassano, 1878  (une réédition parue à Paris en 2008 chez Nouveau monde Editions/Fondation Napoléon)
- Du Weser au Zambèze, 1879.
- Souvenirs militaires d'un jeune abbé, soldat de la république (1793-1801), Paris, Didier et Cie, 1881.
- Du droit de juveignerie (Borough-Englisch) et de son origine probable, Paris, A. Durand et Pedone-Lauriel, 1883.
- Les inventeurs du gaz et de la photographie Lebon d'Humbersin, Nicéphore Niepce, Daguerre, Paris : Librairie Hachette et Cie, 1884.

- Histoire de quatre inventeurs français au XIXe siècle, Paris, Hachette, 1884.
- Histoire de trois ouvriers français : Richard Lenoir/Abraham-Louis Breguet/Michel Brézin, Paris, Hachette, 1884.
- Paulin Talabot, sa vie et son œuvre (1799-1885), Paris, Plon, Nourrit, 1886.
- L'art musical au XIXe siècle. Compositeurs célèbres: Beethoven--Rossini--Meyerbeer--Mendelssohn--Schumann, Paris, Perrin et Cie, 1888.

Son beau-père Louis Pierre Édouard Bignon lui doit, en partie, les deux derniers volumes de son Histoire de France.